# Julian Gressel
Juian Gressel, né le 16 décembre 1993 à Neustadt an der Aisch en Allemagne, est un joueur international américain de soccer, d'origine allemande. Il joue au poste de milieu de terrain au Minnesota United.

## Biographie

### En club
Julian Gressel intègre le centre de formation du SpVgg Greuther Fürth, le club de deuxième division allemande situé à 35 kilomètres de sa ville natale, Neustadt an der Aisch en Bavière.
Ne parvenant pas à percer, il joue ensuite pour différents clubs amateurs du coin avant de décider de tenter sa chance aux États-Unis et de rejoindre le Providence College en 2013 à l'âge de dix-neuf ans. Il continue le football, appelé soccer de ce côté de l'Atlantique, et rejoint les Friars de Providence avec qui il évolue en NCAA durant quatre années.
Repéré au niveau national, il est invité à participer au camp de détection de la MLS et est repêché en huitième position lors de la MLS SuperDraft par Atlanta United pour sa saison inaugurale,. Il fait sa place dans l'effectif et dispute 35 des 37 matchs, toutes compétitions confondues, d'une équipe d'Atlanta qui impressionne par ses résultats pour une franchise d'expansion. Cette bonne première saison professionnelle de Gressel est couronnée par le titre de recrue de l'année,.

### En sélection
En novembre 2022, il obtient sa citoyenneté américaine et devient ainsi éligible pour jouer pour la sélection américaine. Il est par la suite appelé pour participer au camp d'entraînement des Yanks en janvier 2023,. Le 25 janvier suivant, il honore sa première sélection en tant que titulaire contre la Serbie, lors d'un match amical. Le match se solde par une défaite 1-2 des Américains,.

## Palmarès

### En club
Atlanta United
- Vainqueur de la Coupe de la MLS en 2018
- Vainqueur de la Coupe des États-Unis en 2019
- Vainqueur de la Campeones Cup en 2019

 Whitecaps de Vancouver
- Vainqueur du Championnat canadien en 2022 et 2023

### Individuel
- Trophée de la recrue de l'année de la MLS en 2017
- Plus beau but de la semaine de la MLS 2019 (semaines 30 et 31).

## Statistiques

### Statistiques en club
| Saison                | Club                   | Championnat           | Championnat | Championnat | Coupe(s) nationale(s) | Coupe(s) nationale(s) | Compétition(s) continentale(s) | Compétition(s) continentale(s) | Compétition(s) continentale(s) | Séries | Séries | Total | Total |
| Saison                | Club                   | Division              | M.          | B.          | M.                    | B.                    | Comp.                          | M.                             | B.                             | M.     | B.     | M.    | B.    |
| 2012-2013             | Eintracht Bamberg      | Regionalliga          | 32          | 1           | -                     | -                     | -                              | -                              | -                              | -      | -      | 32    | 1     |
| 2017                  | Atlanta United         | MLS                   | 32          | 5           | 2                     | 1                     | -                              | -                              | -                              | 1      | 0      | 35    | 6     |
| 2018                  | Atlanta United         | MLS                   | 33          | 4           | 2                     | 0                     | -                              | -                              | -                              | 5      | 0      | 40    | 4     |
| 2019                  | Atlanta United         | MLS                   | 33          | 6           | 3                     | 0                     | LCC+CC                         | 3+1                            | 2+0                            | 3      | 2      | 43    | 10    |
| Sous-total            | Sous-total             | Sous-total            | 98          | 15          | 7                     | 1                     | -                              | 4                              | 2                              | 9      | 2      | 118   | 20    |
| 2020                  | D.C. United            | MLS                   | 22          | 2           | -                     | -                     | -                              | -                              | -                              | -      | -      | 22    | 2     |
| 2021                  | D.C. United            | MLS                   | 34          | 2           | -                     | -                     | -                              | -                              | -                              | -      | -      | 34    | 2     |
| 2022                  | D.C. United            | MLS                   | 17          | 0           | 0                     | 0                     | -                              | -                              | -                              | -      | -      | 17    | 0     |
| Sous-total            | Sous-total             | Sous-total            | 73          | 4           | 0                     | 0                     | -                              | -                              | -                              | -      | -      | 73    | 4     |
| 2022                  | Whitecaps de Vancouver | MLS                   | 13          | 2           | 1                     | 0                     | -                              | -                              | -                              | -      | -      | 14    | 2     |
| 2023                  | Whitecaps de Vancouver | MLS                   | 18          | 3           | 3                     | 2                     | LCC                            | 3                              | 0                              | -      | -      | 24    | 5     |
| Sous-total            | Sous-total             | Sous-total            | 31          | 5           | 4                     | 2                     | -                              | 3                              | 0                              | -      | -      | 38    | 7     |
| 2023                  | Crew de Columbus       | MLS                   | 11          | 1           | -                     | -                     | LC                             | 2                              | 0                              | 4      | 0      | 17    | 1     |
| 2024                  | Inter Miami            | MLS                   | 32          | 1           | -                     | -                     | CCC+LC                         | 4+4                            | 0                              | 0      | 0      | 40    | 1     |
| 2025                  | Inter Miami            | MLS                   | 0           | 0           | -                     | -                     | CCC                            | 0                              | 0                              | -      | -      | 0     | 0     |
| Sous-total            | Sous-total             | Sous-total            | 32          | 1           | -                     | -                     | -                              | 8                              | 0                              | 0      | 0      | 40    | 1     |
| 2025                  | Minnesota United       | MLS                   | 16          | 1           | 3                     | 0                     | LC                             | 3                              | 0                              | -      | -      | 22    | 1     |
| Total sur la carrière | Total sur la carrière  | Total sur la carrière | 293         | 28          | 14                    | 3                     | -                              | 20                             | 2                              | 13     | 2      | 340   | 35    |